# 手塚富雄
手塚 富雄（てづか とみお、1903年11月29日 - 1983年2月12日）は、日本のドイツ文学者・評論家。学位は、文学博士（東京大学・論文博士・1961年）。東京大学名誉教授。

## 経歴
栃木県宇都宮市生まれ。旧制第一高等学校を経て、1926年東京帝国大学文学部独文科卒。旧制松本高等学校教授、1943年東京帝国大学文学部独文科助教授、1949年教授。1961年に学位論文「ゲオルゲとリルケの研究」で東京大学より文学博士の学位を取得。1963年より文学部長をつとめる。1964年定年退官後は立教大学教授、共立女子大学教授を歴任。1967年日本学士院会員、1972年、NHK放送文化賞受賞、1981年文化功労者。
第8次『新思潮』同人時代は小説を執筆している。ドイツ文学の研究、翻訳に専念した。ゲーテ、ヘルダーリン、ゲオルゲ、リルケなどに関する著作のほか、ゲーテ『ファウスト』（読売文学賞受賞）を初めとする訳業で知られる。弟子に生野幸吉、川村二郎、高橋英夫、西尾幹二ら多数がいる。

## 著作
- 『帰り行くひと』 育生社 1948年 - 創作集
- 『ドイツ近代詩人論』 生活社 1949年
- 『一青年の思想の歩み ある魂と政治と』 要書房 1951年／河出文庫 1954年／講談社「名著シリーズ」1969年（改訂版）
- 『社会の橋を』 読売新聞社 1953年
- 『西欧のこころをたずねて』 河出新書 1955年／燈影舎〈燈影撰書、増補版・高橋英夫解説〉 1988年（重版2010年）
- 『現代知性全集 17 手塚富雄集』 日本書房 1959年
- 『ゲオルゲとリルケの研究』 岩波書店 1960年、改訂版1968年
- 『ドイツ文学案内』 別冊岩波文庫 1963年
- 『いきいきと生きよ ゲーテに学ぶ』 講談社現代新書※ 1968年／サンマーク文庫 2008年
- 『ものいわぬ日本を考える』 筑摩書房 1972年
- 『手塚富雄著作集』 中央公論社（全8巻） 1980 - 1981年
  1. ヘルダーリン 上
  2. ヘルダーリン 下
  3. ゲオルゲとリルケの研究 上
  4. ゲオルゲとリルケの研究 下
  5. ドイツ文学論
  6. ドイツ文学あれこれ
  7. 文芸・文化評論
  8. 回想と随想
- 『人類の知的遺産45 ゲーテ』 講談社 1982年
- 『ヘルダーリン』 中央公論社（上下） 1985年 - 著作集を改訂

## 主な訳書
- ハインリヒ・クライスト 『ハイルブロンの少女ケートヒェン』 岩波文庫 1938年、復刊1992年
- ヘルマン・ヘッセ 『荒野の狼』 全集・三笠書房 1940年。角川文庫 1954年
- ヘッセ 『悉達多』 全集・三笠書房 1941年。改訂版「シッダールタ」角川文庫 1953年／岩波文庫 2011年
- ハインリヒ・クライスト 『壊れ甕』 岩波文庫 1941年。改題「こわれがめ」改版1976年。「こわれ甕」世界文学社、1948年
- エルヴィン・ギードー・コルベンハイヤー 『神を愛す』 白水社 1942年／筑摩書房 1953年
- アーデルベルト・シャミッソー 『シュレミール綺譚』 地平社 1947年。改題・改訂「影を売った男」 角川文庫
- エドゥアルト・メーリケ 『画家ノルテン （上）』 筑摩書房 1948年。下巻は未刊
  - 『世界文学大系79 メーリケ／ケラー』筑摩書房 1964年
- ハインリヒ・クライスト 『アンフィトリオン』 要書房 1949年／創元文庫 1952年
- 『ゲーテ詩集』 筑摩書房 1949年／角川文庫 1951年、改版1966年。他社版でも多く刊行
- フリードリヒ・ニーチェ 『愛する人々へ 書簡集』 和辻哲郎共訳、要書房 1950年
- アダルベルト・シュティフター 『水晶』 岩波文庫 1952年。「水晶 他三篇」藤村宏共訳 改版1993年
- ハンス・カロッサ 『ドクトル・ビュルゲルの運命』 岩波文庫 1953年、復刊1999年
- ハンス・カロッサ 『美しき惑ひの年』 岩波文庫 1954年、改版2012年。各・養徳社「全集」ほか
- リルケ 『ドゥイノの悲歌』 岩波文庫 1957年、改版2010年
- ハイデッガー『ヘルダーリンの詩の解明　選集3』理想社、1955年、新版1968年。齋藤信治・土田貞夫・竹内豊治共訳
  - 『乏しき時代の詩人　選集5』理想社 1958年、新版1969年。高橋英夫共訳
  - 『ことばについての対話　選集21』理想社 1968年、新版1980年
- ゲーテ『若いウェルテルの悩み』「世界文学全集」河出書房新社 1960年。新装版度々刊
- フリードリヒ・ヘルダーリン『ヒュペーリオン』 筑摩書房 1963年「世界文学大系77 ドイツ=ロマン派集」、新版「筑摩世界文学大系26」
  - 『ヘルダーリン全集』第3巻、河出書房新社（全4巻）1966 - 1969年、新装版2007年。責任編集、詩集は浅井真男と分担訳
- ゲーテ『ファウスト』 中央公論社「世界の文学」（全2巻）1964年 - 1970年、単行版1971年／中公文庫（全3巻）1974 - 1975年、改版（全2巻）※ 2019年
- ニーチェ『ツァラトゥストラ』 中央公論社「世界の名著」 1966年／中公文庫 1973年、改版2018年[6]／中公クラシックス（全2巻） 2001年※
- ニーチェ『この人を見よ』 岩波文庫 1969年、改版2010年※
- 『ゲオルゲ 魂の一年』分担訳「世界名詩集8」平凡社 1968年。「ゲオルゲ詩集」岩波文庫 1972年
- 『手塚富雄全訳詩集』 角川書店（全3巻） 1971 - 1972年

※は電子書籍版（著書・訳書とも）

## 記念論集
- 『ゲーテと現代　ゲーテ生誕200年記念論文集』小牧健夫共編、講談社 1949年
- 『ドイツ文学における伝統と革新 手塚富雄教授還暦記念論文集』国松孝二ほか編、筑摩書房 1965年